# Siergiej Rubcow
Siergiej Rubcow (kaz. Сергей Рубцов; ur. 4 września 1965) – kazachski lekkoatleta specjalizujący się w pchnięciu kulą. Medalista imprez kontynentalnych. Jego rekordem życiowym na otwartym stadionie jest wynik 20,49m osiągnięty 12 czerwca 1992 w Moskwie (rekord Kazachstanu), a w hali wynik 20,47 osiągnięty 25 stycznia 1992 w Mińsku (do 2016 rekord Kazachstanu).

## Osiągnięcia
| Rok  | Impreza                   | Miejsce   | Lokata      | Wynik  |
| ---- | ------------------------- | --------- | ----------- | ------ |
| 1993 | Mistrzostwa świata        | Stuttgart | 20. miejsce | 18,84  |
| 1994 | Igrzyska azjatyckie       | Hiroszima | 2. miejsce  | 19,24  |
| 1995 | Halowe mistrzostwa świata | Barcelona | 16. miejsce | 18,08  |
| 1995 | Mistrzostwa Azji          | Dżakarta  | 2. miejsce  | 18,66  |
| 1995 | Mistrzostwa świata        | Göteborg  | 16. miejsce | 18,81  |
| 1996 | Igrzyska olimpijskie      | Atlanta   | –           | NM     |
| 1997 | Igrzyska Azji Wschodniej  | Pusan     | 1. miejsce  | 19,47  |
| 1997 | Mistrzostwa świata        | Ateny     | 25. miejsce | 18,16m |
| 1998 | Igrzyska azjatyckie       | Bangkok   | 3. miejsce  | 18,79  |
| 2000 | Mistrzostwa Azji          | Dżakarta  | 9. miejsce  | 16,36  |
| 2000 | Igrzyska olimpijskie      | Sydney    | 37. miejsce | 15,90  |
| 2003 | Mistrzostwa Azji          | Manila    | 5. miejsce  | 17,92  |
| 2006 | Halowe mistrzostwa Azji   | Pattaya   | 3. miejsce  | 16,89  |

Wielokrotny mistrz kraju.